# Paris (Virginie)
Paris est un petit secteur non constitué en municipalité du comté de Fauquier, en Virginie (États-Unis). 

## Situation
Il est situé à l'extrémité est d'Ashby Gap (en), le long de la Route 17 (en) et de la U.S. Route 50 (en). 

## Population
Il possède une population de 44 habitants. 

## Histoire
L'endroit a été nommé en l'honneur du Marquis de Lafayette en 1819.
On y retrouvait une église, la Trinity United Methodist Church on Federal Street, qui est fermée depuis 2011.